# D'Chimbo
 (juin 2023).
La mise en forme du texte ne suit pas les recommandations de Wikipédia : il faut le « wikifier ».
Les points d'amélioration suivants sont les cas les plus fréquents :
- Les titres sont pré-formatés par le logiciel. Ils ne sont ni en capitales, ni en gras.
- Le texte ne doit pas être écrit en capitales (les noms de famille non plus), ni en gras, ni en italique, ni en « petit »…
- Le gras n'est utilisé que pour surligner le titre de l'article dans l'introduction, une seule fois.
- L'italique est rarement utilisé : mots en langue étrangère, titres d'œuvres, noms de bateaux, etc.
- Les citations ne sont pas en italique mais en corps de texte normal. Elles sont entourées par des guillemets français : « et ».
- Les listes à puces sont à éviter, des paragraphes rédigés étant largement préférés. Les tableaux sont à réserver à la présentation de données structurées (résultats, etc.).
- Les appels de note de bas de page (petits chiffres en exposant, introduits par l'outil «  Source ») sont à placer entre la fin de phrase et le point final[comme ça].
- Les liens internes (vers d'autres articles de Wikipédia) sont à choisir avec parcimonie. Créez des liens vers des articles approfondissant le sujet. Les termes génériques sans rapport avec le sujet sont à éviter, ainsi que les répétitions de liens vers un même terme.
- Les liens externes sont à placer uniquement dans une section « Liens externes », à la fin de l'article. Ces liens sont à choisir avec parcimonie suivant les règles définies. Si un lien sert de source à l'article, son insertion dans le texte est à faire par les notes de bas de page.
- La présentation des références doit suivre les conventions bibliographiques. Il est recommandé d'utiliser les modèles {{Ouvrage}}, {{Chapitre}}, {{Article}}, {{Lien web}} et/ou {{Bibliographie}}. Le mode d'édition visuel peut mettre en forme automatiquement les références.
- Insérer une infobox (cadre d'informations à droite) n'est pas obligatoire pour parachever la mise en page.

Pour une aide détaillée, merci de consulter Aide:Wikification.
Si vous pensez que ces points ont été résolus, vous pouvez retirer ce bandeau et améliorer la mise en forme d'un autre article.
D'chimbo est un africain originaire du Gabon, né vers 1828 et mort exécuté le 14 janvier 1862, sur la place du marché de Cayenne, en Guyane. Orpailleur très réputé converti au banditisme, il devient une légende dans l’imaginaire collectif guyanais.

## Biographie
Le 26 septembre 1858, dix ans après l'abolition de l'esclavage, D'chimbo arrive en Guyane à la suite d'un appel à la main d'œuvre étrangère pour relancer l'économie guyanaise. D'chimbo est embauché par la Compagnie Aurifère et agricole de L’Approuague avant de s'adonner à plusieurs vols et autres crimes.
Arrêté et condamné à trois mois de prison et cinq ans de surveillance de la Haute police à la geôle de Cayenne, il s'en évade le 28 janvier 1860 pour se réfugier dans la forêt de l'Ile de Cayenne. D'chimbo est alors fugitif pendant 17 mois, et commet de nombreux crimes et délits tels que des vols, des assassinats, des agressions physiques et sexuelles sur la population guyanaise. D'chimbo est un homme qui capte l'attention déjà par son physique : petit, trapu, très musclé, il a des dents en forme de pointe. Le plus souvent, il circule avec le torse nu et garde toujours avec un sabre d'abattis en sa possession. Il semble posséder des tatouages au niveau de la poitrine mais également des cicatrices dues à des balles et à des épines de la forêt. H. de Saint-Quentin réalise le portrait de  D'chimbo en 1861 : ce dernier est aujourd'hui exposé au Musée départemental Alexandre-Franconie.

### L'immigrant, le bandit et  l'orpailleur
Quand D'chimbo arrive en Guyane par le biais de recrutement par voie de rachat - un procédé commercial mis au point par les négriers pour remplacer la traite interdite après l'abolition de 1848. La réalité est assez négative au niveau des représentations de la paysannerie créole qui nait après plusieurs siècles d'esclavage. C'est à l'immigration que revenait le rôle de résoudre le problème de la désertion des habitations par les esclaves libérés. Le 13 février 1852, un  décret est pris par le Prince Président Louis Napoléon Bonaparte en ce sens là, et surtout pour réorganiser la traite des Noirs sous forme de contrats d'engagement. Conforme à l'idéologie de la Bourgeoisie Française, le recrutement des travailleurs immigrés est mis en vigueur sur un modèle esclavagiste. D'chimbo est un exemple d'immigré qui se comporte suivant les codes du marronage, ce qui en fait un Noir marron post-esclavagiste mais ne respectant point la déontologie maronne, et s'en prenant de préférence au petit peuple.
Avec la présence de D'Chimbo en Guyane, la peur commence à régner. Dans la nuit du 21 juin 1860, sur l'habitation Beauregard à Rémire, l'engagé Africain du propriétaire Pierre Bouché se retrouve couvert de sang, blessé à la tête et aux mains. Le surveillant rural François Haasseg grâce aux détails de la description reconnait l'agresseur comme étant le Rongou nommé D'Chimbo, qu'il avait rencontré sur la route à environ cent mètres des lieux. Haasse  tente de l'arrêter pour le reconduire chez son engagiste comme le recommande les règles de l'immigration. D'Chimbo s'enfuit et nie toutes les accusations qui ont été formulées à son encontre. D'Chimbo seme la terreur sur l'Ile de Cayenne pendant plus d'un an.
Selon son compagnon de bois dénommé Guingué, la compagne de D'Chimbo  M'Boyo disparait sans laisser de trace. Guingué ne soupçonne pas D'Chimbo, mais après plusieurs autres actes de banditisme effectués par ce dernier, on finit par établir le lien. En septembre 1858, D'Chimbo débute en tant qu'ouvrier agricole à la compagnie aurifère et agricole de l'Approuague, première compagnie exploitant les gisements d'or découverts en Guyane. D'Chimbo semble avoir eu des comptes à régler avec le colonel Charrière , directeur de la compagnie. Il est donc arrêté sur les placers de l'Approuague , mais parvint à s'enfuir. On réussit à le rattraper et on le transfère à Cayenne pour qu'il soit jugé. La chambre correctionnelle de la Cour Impériale de Cayenne le condamne, le 10 décembre 1859, à trois mois de prison et à cinq années de surveillance de la Haute Police pour coups et blessures, vol et vagabondage. Le 28 janvier 1860, D'Chimbo réussit à s'évader de la prison de Cayenne et se réfugie dans la forêt, où il vit pendant dix-sept mois de chasse et de cueillette, sans oublier ses vols sur les habitations aux alentours de son campement.
D'Chimbo n'avoue jamais les crimes qui lui sont imputés. Sa réponse à toutes les questions qui lui ont été posées se résument à la  "dénégation formelle" et au "démenti invariable". Il est condamné à mort par la Cour d'assises de la Guyane Française le 22 août 1861, à l'âge de 33 ans. Ainsi, le mardi 14 juillet 1862, il est conduit sur la place publique du marché de Cayenne pour y être exécuté. La guillotine utilisée pour son exécution se trouve actuellement conservée au Musée départemental Alexandre-Franconie avec les archives du procès. En guise d'exemple pour éviter des cas similaires, la tête de D'Chimbo est exposée à l'Hôpital Jean Martial. Quand en 1955, deux journalistes américains la prennent en photo et la publient en couverture de magazine, le Ministre de la Justice ne tolère pas cet acte odieux et  demanda au parquet de Cayenne de faire inhumer la tête du défunt.

## Dans le folklore
En Guyane, D'Chimbo est présenté comme une bête sauvage par les auteurs contemporains. En effet, pour Bouyer (1867: 120-121), D'Chimbo est physiquement macabre : il présente une physionomie d'une "férocité inouïe". D'Chimbo ressemblerait au "djina" selon Bouyer, une sorte de gorille colossal dont il est le compatriote doté d'une force redoutable et d'appétits sensuels intenses. Le Chavoine Vaudon (1927: 427) de son côté voit en D'Chimbo "une bête féroce", un "monstre", dont les victimes peuvent percevoir "l'odeur sauvage".
Les quelques rares personnes qui se sont entretenus avec D'Chimbo confient qu'il n'était pas vraiment la brute décrite par certains auteurs. Par exemple, le juge Besse et Julienne Cabassou qui ont eu l'occasion témoignent du fait qu'il n'est point un fou sanguinaire qui agresse sans discernement et qu'il ne fait pas preuve d'agressivité : c'est aux femmes seules qu'il s'en prend surtout. Il n'aurait pas le courage d'affronter les hommes capables de lui tenir face.
D'Chimbo est aussi l'image du "nègre sauvage" présente à l'époque dans l'imaginaire colonial, tant au regard de l'Européen qu'à celui du Créole guyanais. D'Chimbo inspire la peur non seulement parce qu'il est un hors-la-loi mais aussi parce qu'il est étranger à la société créole.
L'exécution de D'Chimbo ne provoque pas sa fin car elle ouvre sa postérité. L'ensemble de la Guyane s'empare de son histoire et en fait l'un des thèmes les plus populaires des productions de l'imaginaire guyanais. Selon les classes sociales, l'Affaire de D'Chimbo évolue à plusieurs échelles, en fonction des préoccupations idéologiques et culturelles. D'Chimbo devient un personnage légendaire et littéraire du patrimoine culturel guyanais, par exemple à travers les récits dans le livre de cuisine et les émissions radio de Régine Horth. En littérature, on le peint tantôt comme un criminel, tantôt comme un héros, révolté et révoltant : son personnage reste ambigu. Elle aiguise les imaginaires : histoires surnaturelles, légendes, contes, mascarades de carnaval, chansons, , etc.. Des auteurs tels qu'Elie Stephenson (La nouvelle légende de D'Chimbo), Serge Patient ( Le nègre du Gouverneur) n'ont pas manqué de prendre la plume pour adapter son histoire. La pièce de Stephenson est bilingue.